# These Things Take Time: The Story of The Smiths
These Things Take Time: The Story Of The Smiths è un documentario televisivo sulla band inglese The Smiths, andato in onda su ITV1, l'8 novembre 2002, in concomitanza con il 20º anniversario della prima performance live della band di Manchester.
Il film contiene diverse interviste a Johnny Marr, Mike Joyce, Andy Rourke, Sandie Shaw, John Peel e molti altri personaggi legati alla band, oltre a performance inedite ed immagini di vari dietro le quinte della band in tour, a metà degli anni ottanta. Una serie di vari momenti chiave e di scene memorabili nella storia della band (anche per il rifiuto di Morrissey di apparire personalmente) sono stati ricostruiti in una versione a fumetti, attraverso l'uso di sequenze animate, tra cui: il primo incontro tra il cantante e Johnny Marr, dei backstage pre-concerto, ed il caso giudiziario che ha coinvolto gli stessi Morrissey e Marr, citati in giudizio dal batterista Mike Joyce, per una questione legata alle royalties della band.